# Сиукаев, Гамлет Валерьевич
Га́млет Вале́рьевич Сиука́ев (осет. Сиукъаты Валерийы фырт Гамлет; род. 9 марта 1981, Орджоникидзе, СССР) — российский футболист, нападающий.

## Карьера
Воспитанник владикавказского футбола. В 1997—1998 годх защищал цвета «Иристона». В 1999 году перешёл в «Автодор». В 2000—2002 годах был игроком московского «Локомотива», выступал за фарм-клуб и дублирующий состав клуба. Летом 2002 года пополнил ряды ростовского СКА. В 2003 году подписал контракт с махачкалинским «Динамо». В 2005 году был арендован нальчикским «Спартаком». В межсезонье проходил сборы вместе с «Кубанью», проявляла интерес к Гамлету и «Алания», футболист мог вернуться обратно в Нальчик, однако, сезон 2006 года провёл в клубе «Волгарь-Газпром. В 2007 году защищал цвета «Терека». В феврале 2008 года пополнил ряды «Балтики». В 2009 году вернулся в «Автодор», в котором завершил профессиональную карьеру.

## Достижения
- Победитель Первого дивизиона: 2007
- Серебряный призёр Первого дивизиона: 2005
- Победитель зоны «Юг» Второго дивизиона: 2003